# Ambassade des États-Unis en Nouvelle-Zélande
L'ambassade des États-Unis en Nouvelle-Zélande est la représentation diplomatique des États-Unis d'Amérique auprès de la Nouvelle-Zélande. Elle est située dans le quartier de Thorndon à Wellington, la capitale du pays. L'ambassadeur est également accrédité auprès de l'État du Samoa.

## Situation
L'ambassade est abritée dans un bâtiment contemporain, situé dans le quartier de Thorndon, au nord de la capitale, près de la route nationale 1.

## Histoire
Les États-Unis établissent des relations diplomatiques avec la Nouvelle-Zélande en 1942 et nomment un ministre plénipotentiaire à Wellington. Il est élevé au rang d'ambassadeur en 1948.

## Liste des ambassadeurs
| Période   | Nom                 |
| --------- | ------------------- |
| 1999-2001 | Carol Moseley Braun |
| 2001-2005 | Charles Swindells   |
| 2005-2008 | William McCormick   |
| 2009-2014 | David Huebner       |
| 2015-2017 | Mark D. Gilbert     |
| 2017-2020 | Scott Brown         |
| 2021-2025 | Tom Udall           |